# Mycenula fuscovinacea
Mycenula fuscovinacea är en svampart som först beskrevs av G. Stev., och fick sitt nu gällande namn av E. Horak 1971. Mycenula fuscovinacea ingår i släktet Mycenula och familjen Mycenaceae.   Inga underarter finns listade i Catalogue of Life.